# الرياض (جربة)
الرياض مدينة بجزيرة جربة بالجنوب التونسي. تقع في معتمدية جربة حومة السوق، إحدى معتمديات[ ؟ ] جزيرة جربة الثلاثة.

## يهود تونس
يتواجد اليهود في جزيرة جربة في أقصى الجنوب التونسي وضاحية حلق الوادي ولافيات ويوجد حوالي 1500 يهودي سنة 2003 بعد أن كانوا سنة 1956م حوالي 57792 مواطن ( 1.5% من سكان تونس )، ويعود سبب مغادرة اليهود للهجرة إلى إسرائيل وكذلك حرب 67 التي سببت لهم نوعا من العنصرية والاضطهاد والكراهية في تونس. ويعد كنيس تونس، هو أكبر كنيس يهودي يقع في تونس.